# Ramón García Vázquez
José Ramón García Vázquez es un político español (Betanzos, La Coruña, 18 de marzo de 1952), miembro del PSdeG-PSOE. Fue alcalde de Betanzos entre 2011 y 2018.

## Trayectoria política
Ramón García se incorporó a la política brigantina en las elecciones municipales de 1987, como número 8 en una lista encabezada por Manuel Lagares. La victoria de su partido, el PSdeG-PSOE, le permitió ser investido como concejal y hacerse cargo del área de acción rural del consistorio brigantino. A partir de dicho año fue elegido concejal en todas las elecciones municipales, siempre en las listas del partido socialista, y ocupó diversos cargos en la administración local.
Tras la pérdida de la alcaldía por su formación en las elecciones de 2007, y la posterior dimisión de su cabeza de lista en noviembre del mismo año, García asumió la función de portavoz de su partido en la oposición, para posteriormente concurrir a los comicios de 2011 como candidato a alcalde. Los seis concejales obtenidos por su formación, unidos a los dos del Bloque Nacionalista Galego y al único logrado por los independientes Cidadáns por Betanzos, le permitieron formar gobierno en minoría y ser investido el 11 de junio del mismo año.
En las elecciones de 2015 se presentó a la reelección y aunque sufrió un descenso de votos, su lista fue la más votada y mantuvo la alcaldía, ante la falta de acuerdo entre las fuerzas políticas con representación en la corporación municipal. A poco menos de un año para la finalización de su mandato, el 17 de julio de 2018, anunció la dimisión de su cargo, aduciendo motivos personales; y fue relevado por la hasta entonces concejal de servicios sociales e igualdad, María Barral, también del PSdeG-PSOE.